# Гіпербілірубінемія

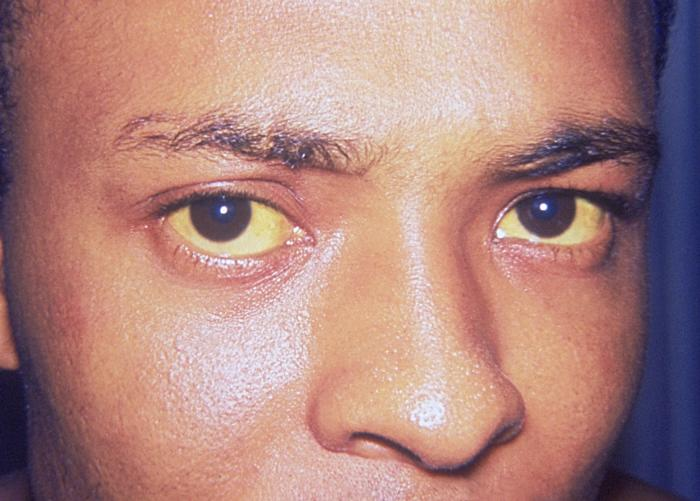
Кон'юнктивальна та шкірна жовтяниця, викликана гіпербілірубінемією

Гіпербілірубінемія — це стан людини, яке супроводжується підвищеним рівнем білірубіну або продуктів розпаду еритроцитів в крові.
Розрізняють вільний білірубін, який постійно циркулює в крові тільки після розпаду еритроцитів. Він дуже токсичний, отруює організм, тому його накопичення в організмі людини призводить до виникнення деяких симптомів. Також буває пряма гіпербілірубінемія, при якій білірубін вже пройшов через перетворення в печінці, щоб згодом вивести його за допомогою сечі або калу з організму. Це поняття також має назву кон'югаційна гіпербілірубінемія.

## Причини
При різних формах гіпербілірубінемії — причини різняться в залежності від діагнозу.
- при наднирковій гіпербілірубінемії відбувається:
  - недокрів'я:
    - гемолітичне, коли еритроцити руйнуються;
    - перніціозне, коли відбувається нестача вітаміну В12, що призводить до анемії;
    - гемоглобінопатія, коли будова гемоглобіну порушується.
- спадкові, тобто ті, які передаються дітям від батьків, порушення побудови кров'яних клітин, наприклад, це може бути дефект клітинної стінки еритроцита:
  - інтоксикація або отруєння медзасобів, алкоголем;
- інфекції:
  - сепсис або загальне запалення організму, яке виникає в основному при перенесенні бактерії в кров;
  - віруси;
- неправильне переливання крові;
- аутоімунні хвороби, коли імунна система організму не сприймає свої клітини, а приймає їх за чужі і при цьому починає нападати на них:
  - аутоімунна гемолітична анемія;
  - системний червоний вовчак, що є хронічним захворюванням сполучної тканини, яка бере участь в захисній, а також опорній функціях кровоносних судин середнього калібру. Характерна висип і біль в суглобах, також вражаються нирки;
  - аутоімунний гепатит або запалення печінки;
- лейкоз або рак крові;
- об'ємні крововиливи, можливо, вони спрямовані в черевну порожнину через травму живота;
- печінкова гіперібілірубінемія:
  - гепатити:
    - вірусні, які викликаються вірусами гепатиту А, В, С, D і Е;
    - лікарські, тобто спровоковані анаболічними стероїдами або деякими антибактеріальними препаратами, можливо, навіть жарознижувальними засобами;

  - пухлини і абсцеси печінки;
  - цироз печінки;
- гіперібілірубінемія Жильбера, для якої характерні періодична жовтизна шкіри і білків очей без інших будь-яких скарг. Можлива також короткочасна біль у правому підребер'ї. Така гіперібілірубінемія протікає в спокійному стані, не особливо впливаючи на спосіб життя людини;
- синдром гіперібілірубінеміі Дабіна — Джонсона характерний жовтизною очного білка і шкіри, можливий свербіж шкіри. При виникненні синдрому відчувається слабкість, підвищена стомлюваність, зникає апетит, відчувається присмак гіркоти у роті, іноді виникають болі в правому підребер'ї;
- доброякісна гіпербілірубінемія (синдром Ротора) характеризується періодичної жовтизною шкіри, також білків очей, сверблячкою шкіри. При виникненні желтушности буває слабкість і стомлюваність, знижується апетит, виникає гіркота в роті, іноді бувають болі в підребер'ї і потемніння сечі;
- при підпечінковій гіпербілірубінемії відбувається:
  - закупорка каменем жовчовивідної протоки і його запалення;
  - звуження протоки через його пошкодження;
  - рак підшлункової залози або жовчовивідної протоки;
  - функціональна гіпербілірубінемія у вагітних можлива на тлі хвороб, присутніх у жінки до вагітності — це може бути хронічний гепатит або різні новоутворення печінки, недокрів'я або може розвинутися з урахуванням новопосталих хвороб.

## Симптоми
Велика частина пацієнтів хворіє без будь-яких симптомів при підвищеному продукті розпаду кров'яних клітин. При захворюванні гіпербілірубінемії симптоми виражені в достатній мірі для того, щоб зрозуміти про наявність хвороби.
- розвиток надпечінкової гіпербілірубінемії відбувається, якщо кількість білірубіну в крові збільшується:
  - білок очі, оболонка рота, зіву, а також шкіра стає лимонно-жовтого забарвлення. Це відбувається тільки, якщо білірубін збільшується в два рази і більше, а нормою є 8,5-20,5 мкмоль / л);
  - людина відчуває слабкість і якусь млявість;
  - калові маси забарвлені в темно-бурий колір;
  - відбувається апатія, у людини спостерігається поганий настрій;
  - на тлі шкірного покриву, при порівнянні, видно блідість слизової рота і горла;
  - сеча темного кольору;
  - бувають втрати свідомості або неврологічні порушення, іноді зустрічається зниження зору, сонливість або навіть утруднена мова;
- печінкова гіпербілірубінемія безпосередньо пов'язана з пошкодженням тканини печінки;
  - шкіра, слизова оболонка порожнини рота, зіву, а також білок очі забарвлюється в шафраново-жовтий, якщо колір шкіри більш червоного відтінку — це називають «червоною жовтяницею», яка виникає тільки при підвищеному білірубіну в два і більше разів;
  - також як і в описаному вище варіанті хвороби, спостерігається слабкість, млявість;
  - відчувається присмак гіркого в роті;
  - відчувається несильний свербіж по тілу;
  - простежується біль в правому боці і загальний дискомфорт;
  - відбувається блювота, частіше багаторазова, ніж одноразова;
  - іноді виникає печія;
  - колір сечі перетворюється в темний;
  - згодом шкіра набуває зеленуватий відтінок;
- підпечінкова гіпербілірубінемія виявляється при закупорці проходження жовчі або її скрутному проході в кишечник:
  - також як і в першому описаному випадку, білок очі, оболонка рота, зіву, а також шкіра стає лимонно-жовтого забарвлення. Це відбувається тільки, якщо білірубін збільшується в два рази і більше;
  - свербіж шкіри по тілу;
  - дискомфорт і больові відчуття в правому підребер'ї;
  - калові маси стають світлішими і можуть бути білого кольору;
  - присутня збільшена кількість жиру в калі;
  - відчувається гіркота в роті;
  - вага тіла зменшується;
  - відбувається гіповітаміноз.

## Діагностика
Для діагностики лікар-гепатолог проводить аналіз анамнезу захворювання і скарг: час появи болів в правій стороні, жовтушності шкіри і білків очей, потемніння сечі. Також питання, які стосуються зв'язування симптомів пацієнта з виникненням захворювання. Також питання задаються про харчування, вживання медикаментів і вживанні спиртних напоїв.
Проводиться дослідження анамнезу життя — перенесені в минулому захворювання шлунково-кишкового тракту і крові, гепатит, жовчнокам'яна хвороба або операції.
Також сімейний анамнез: питання про хвороби родичів гіпербілірубінемією, алкоголізмі.
Проводиться огляд шкірного покриву, наявність жовтизни, прояв хворобливості при пальпації печінки, селезінки і підшлункової залози.
Обов'язково проводяться лабораторні дослідження. Це клінічний і біохімічний аналіз крові, коагулограма крові. Також проводять аналіз сечі на наявність підвищеного білірубіну і аналіз крові на наявність вірусних гепатитів А, В, С, D. Проводять і копрограму, так званий аналіз калу і аналіз його ж на яйця глист (аскарид або гостриків — паразитів кишківника, і найпростіших — амеб або лямблій).
Обов'язкові також інструментальні дослідження. Це ультразвукове дослідження органів черевної порожнини для оцінки стану нирок, жовчного міхура, кишківника, жовчовивідних шляхів, підшлункової залози і печінки. Таке дослідження допоможе знайти можливі осередки рубцевої тканини в печінці, можливе здавлювання жовчних проток пухлиною або каменем.
Проводиться комп'ютерна томографія органів черевної порожнини для чіткої та точної оцінки стану печінки, виявлення пухлини, яку важко діагностувати, пошкодження, вузлів в тканині печінки.
Езофагогастродуоденоскопія, при якій діагностується стан внутрішньої поверхні стравоходу для того, щоб виявити патологію розширення вен, пошкодження слизової оболонки, 12-палої кишки і шлунка за допомогою ендоскопа.
Біопсія печінки також потрібна для мікроскопічного дослідження тканини печінки, отриманої за допомогою тонкої голки під контролем УЗД, що допоможе встановити точний і вірний діагноз, при цьому виключивши пухлинний процес.
Еластографія або дослідження тканини печінки виконується для діагностики за допомогою спеціального апарату для визначення ступеня фіброзу печінки, що є процесом, який піддається лікуванню.
Гіпербілірубінемія у новонароджених діагностується так само, як і у дорослих.
Гіпербілірубінемія у дітей і дорослих піддається лікуванню при виявленні причини, яка викликала таке захворювання.
Виписують антибактеріальні, а також противірусні препарати, які знищують бактеріальну або вірусну причини виникнення хвороби. Також гепатопротектори, тобто препарати, які зберігають активність клітин печінки. Прописують і жовчогінні засоби, які підсилюють виведення жовчі. Імуномодулятори — ліки, які стимулюють імунну систему для боротьби з гіпербілірубінемією. Протизапальні препарати, які прибирають запалення печінки. Антиоксиданти — препарати, які знижують і прибирають шкідливу дію отруйних речовин в організмі. Препарати групи барбітуратів також прописують як засоби, що впливають на зниження рівня білірубіну в крові. Ентеросорбенти для кращого стимулювання виведення білірубіну з кишечника. Можливо і використання фототерапії. Це робиться шляхом дії світла синіх ламп для руйнування накопичився в тканинах білірубіну.
Показана дієта № 5: харчування від 5 до 6 разів на добу, при цьому з раціону виключають гостру і жирну, смажену і копчену їжу, а також сіль, обмежують споживання білка до 40 грамів на добу при розвитку печінкової енцефалопатії.
Вживання вітамінних комплексів курсами тривалістю від одного до двох місяців. Ферментні препарати, що не містять жовч, також показані при діагнозі гіпербілірубінемія. Обмежується фізичне навантаження, а також зменшується психоемоційне навантаження.
Будь-яке лікування вагітних жінок із застосуванням лікарських методів пов'язане з ризиком розвитку ускладнень у матері і плоду, лікування повинно чітко контролюватися лікарем. Лікування гіпербілірубінемії у новонароджених має проводитися також під контролем лікаря.

## Ускладнення
Можливо після такого захворювання розвиток гіповітамінозу або дефіциту вітамінів і мікроелементів в організмі, можливо виникнення печінкової недостатності, розвиток запалення жовчного міхура, виникнення жовчнокам'яної хвороби.

## Профілактика
- профілактика гіпербілірубінемії у вагітних — це своєчасна постановка на облік в жіночій консультації, своєчасне відвідування лікаря, огляд;
- для профілактики будь-якій людини необхідна правильна діагностика і своєчасне лікування захворювання або інших супутніх гмпербілірубінемій захворювань, що стали причиною розвитку хвороби;
- недокрів'я: руйнування червоних кров'яних клітин, погане надходження вітаміну В12 в організм, пов'язане із захворюванням шлунка і призводить до анемії, порушену будову білка-переносника кисню;
- отруєння медикаментами або алкоголем;
- інфекції: важке запалення організму, викликане поширенням бактерії в кров і віруси;
- новоутворення і гнійники в печінці;
- закупорка жовчовивідної протоки каменем;
- запалення жовчовивідної протоки;
- раціональне і збалансоване харчування з вживанням продуктів, багатих на клітковину, відмова від смаженої, копченої, також гарячої або гострої їжі;
- відмова від куріння і спиртних напоїв;
- строгий контроль уживання медпрепаратів при різних курсах лікування, терміну придатності ліків, дозування.